# Ubuntu (filosofia)
|  | Aquest article tracta sobre filosofia. Si cerqueu altres significats, vegeu «Ubuntu». |

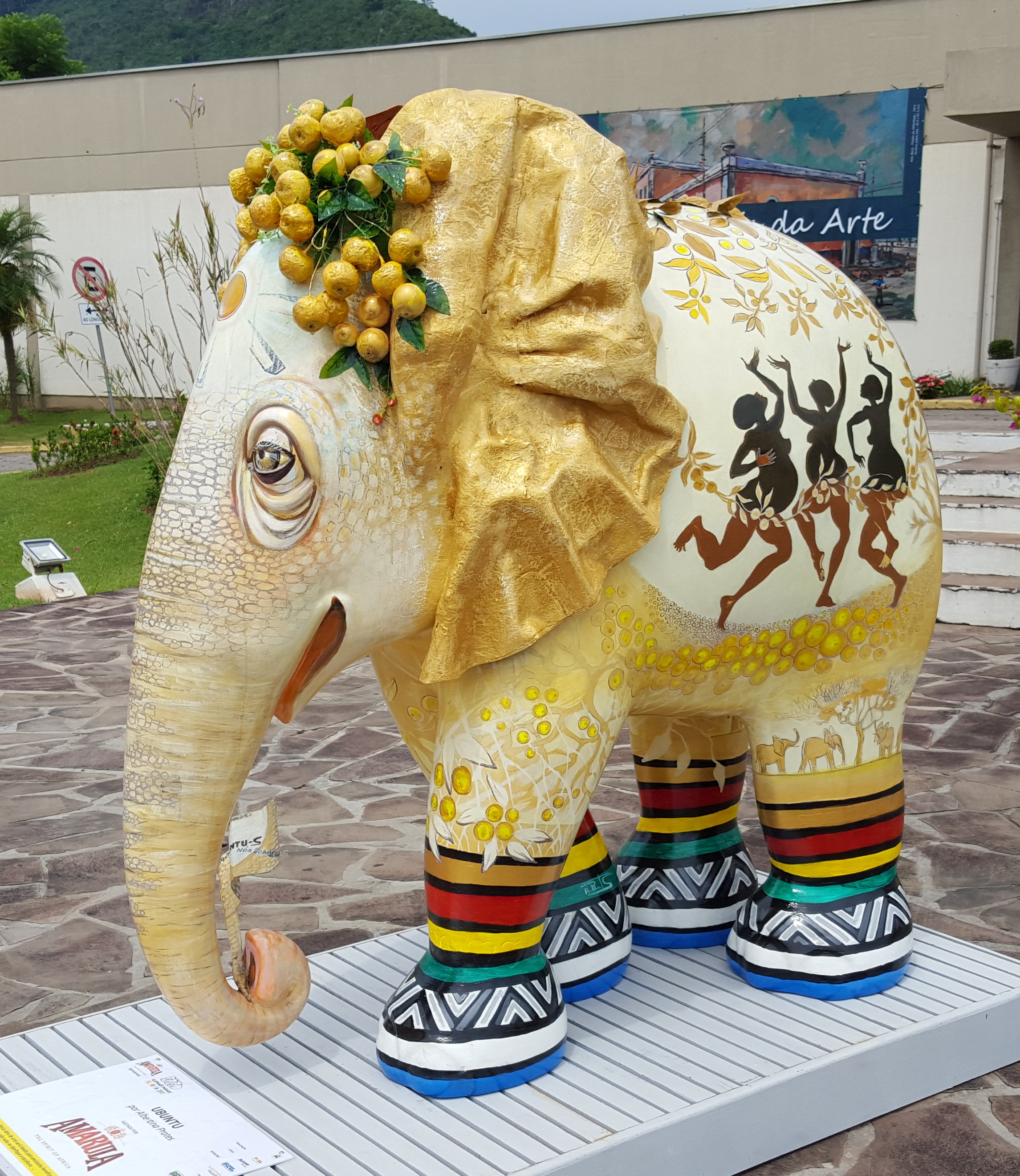
Estàtua d'elefant amb motiu Ubuntu, Florianópolis, Brasil

Ubuntu (/ʊˈbuːntʊ/) és un terme de la llengua bantu nguni que es podria traduir aproximadament com 'bondat humana'. També pren el sentit de «Jo soc perquè tu ets», més concretament: «Jo soc el que soc per allò que tots som». Aquesta idea de la regió de l'Àfrica austral sovint es tradueix com "humanitat cap als altres", però que s'utilitza sovint en un sentit més filosòfic com "la creença en un vincle universal de compartir que connecta tota la humanitat".
En l'Àfrica austral, ha arribat a ser utilitzat com un terme per a un tipus de filosofia humanista, ètica o ideologia, que es propaga en l'africanització, un procés d'aquests països durant els anys 1980 i 1990.
Des de la transició a la democràcia a Sud-àfrica, amb la presidència de Nelson Mandela el 1994, el terme s'ha tornat més àmpliament conegut fora de l'Àfrica austral, en particular popularitzat als lectors de l'idioma anglès per Desmond Tutu (1999).